# 卡多雷地区维戈
卡多雷地区维戈（義大利語：Vigo di Cadore）是意大利威尼托大区贝卢诺省的一个市镇。总面积70平方公里，人口1565人，人口密度22.4人/平方公里（2009年）。国家统计（ISTAT）代码为025065。